# أندريه سيبيتكوسكي
أندريه سيبيتكوسكي (بالبولندية: Andrzej Sypytkowski) مواليد 14 أكتوبر 1963 في بولندا، هو دراج بولندي. شارك في دورة الألعاب الأولمبية الصيفية وفاز بميدالية أولمبية.

## روابط خارجية
- أندريه سيبيتكوسكي على موقع أرشيف الدراجات (الإنجليزية)
- أندريه سيبيتكوسكي على موقع إحصائيات الدراجات الإحترافية (الإنجليزية)
- أندريه سيبيتكوسكي على موقع CycleBase (الإنجليزية)
- أندريه سيبيتكوسكي على موقع أوليمبيديا (الإنجليزية)
- أندريه سيبيتكوسكي على موقع اللجنة الأولمبية البولندية (مؤرشف) (البولندية)